# Келбаджар
Келбаджар или Келбаджари (на азербайджански: Kəlbəcər; на арменски: Քարվաճառ – Карвачар) е град в Нагорни Карабах, разположен на река Тертер, административен център на Келбаджарски район на Азербайджан, фактически е център на Шаумяновски район на непризнатата Нагорно-Карабахска република.
Разположен е на границата с Армения. В античността е територия на гавара Вайкуник, от провинция Арцах на Велика Армения. В ранното Средновековие е част от княжество Хачен.
При руското завладяване на Задкавказието]], градът е населен основно с кюрди. През 20-те години на ХХ век, е част от Кюрдистанския уезд (Червен Кюрдистан). През 1930 г. е създаден Келбаджарски район с площ 1936 км2.
Към края на съществуването на СССР, населението на града наброява 7246 души, предимно азери.
В района били разположени 34 колхоза и совхоза, като районът е бил един от водещите в републиката по животновъдство. През 1980 година са преброени 16 091 глави едър рогат добитък и 31 052 глави овце.

## Нагорно-Карабахска война
С началото на Войната в Нагорни Карабах, районът намиращ се между НКР и Армения и отделен от Азербайджан на север от планинските хребети, се оказва в блокада.
От лятото на 1992 година азерските части завземат северната част на НКР и възстановяват връзката с Мардакерт, като живота на блокираното население малко се подобрява.
По-късно Мардакертски и Келбаджарски райони са превзети от арменските военни части и района е напълно блокиран, като на местното население е даден срок да напусне района (което се случва през април 1993 година).
След това напълно се контролира от Нагорно-Карабахската република.
Неговото коренно население е разпръснато на територията на Азербайджан, като бежанци. От своя страна, в Келбаджарски район са заселени арменски бежанци от Шаумяновски район.